# Iseilema trichopus
Iseilema trichopus är en gräsart som först beskrevs av George Bentham, och fick sitt nu gällande namn av Charles Edward Hubbard. Iseilema trichopus ingår i släktet Iseilema och familjen gräs. Inga underarter finns listade i Catalogue of Life.